# Triclocarban
Le triclocarban (TCC), ou 3,4,4'-trichlorocarbanilide, est une substance chimique qui présente des propriétés antibactériennes et antifongiques. 

## Mode d'action
Le triclocarban agit en induisant la rupture des membranes cellulaires des bactéries et des champignons. Le TCC entrainerait également l'inhibition de l'enzyme ENR (enoyl-acyl carrier protein reductase). Cette enzyme, absente chez l'homme, est essentielle à la construction des membranes cellulaires de nombreuses bactéries et champignons.

## Utilisation
Étant un agent antifongique et antibactérien à large spectre, le triclocarban est utilisé dans certains savons, solutions désinfectantes et produits d'entretien.

## Perturbation endocrinienne
Comme le triclosan, le triclocarban est suspecté d'être un perturbateur endocrinien. Bien que le TCC ait une activité endocrinienne faible ou nulle, cet agent chimique augmenterait l'activité biologique de la testostérone. Une étude réalisée à l'Université de Californie à Davis montre une amplification significative de l'activité de la testostérone par le TCC, à la fois in vitro et in vivo (utilisation des rats mâles). In vivo, l'exposition des rats au triclocarban entraine une augmentation substantielle du poids des organes génitaux et de la prostate.